# پشت‌صحنه (فیلم ۱۹۱۴)
پشت‌صحنه (انگلیسی: Behind the Scenes) یک فیلم به کارگردانی جیمز کرکوود سینیور است که در سال ۱۹۱۴ منتشر شد. از بازیگران آن می‌توان به مری پیکفورد، جیمز کرکوود سینیور، و لاول شرمن اشاره کرد.